# Cusiala turpis
Cusiala turpis là một loài bướm đêm trong họ Geometridae.